# 柳大橋

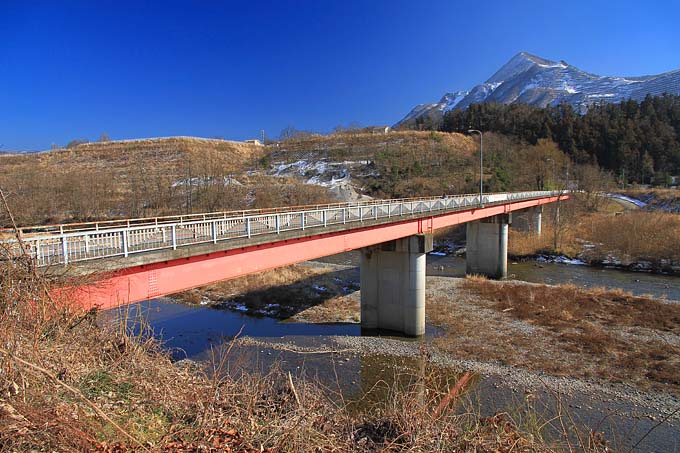
柳大橋（2015年1月）

柳大橋（やなぎおおはし）は埼玉県秩父市上影森と同久那の間で荒川に架かる秩父市道幹線74号の道路橋である。

## 概要
本橋は荒川河口から128.0キロメートルの位置に架けられ、橋長160.1メートル、総幅員7.6メートル、有効幅員6.9メートル（内、歩道2.5メートル）の5径間の上路式プレートガーダー橋（単純鋼鈑桁橋）である。歩道は柳大橋側道橋として上流側のみに設置されている。高欄は鉄製で橋の両側の他、車道と歩道の境にも設置されている。上流側の高欄は下流側とは意匠が異なり、高さがやや高くなっている。橋の管理者は秩父市である。下久那地区の生活道路となっている橋で、河岸段丘域の荒川の流路沿いに連なる河原沿いの低地に架けられ、右岸側取り付け道路は高さのある段丘崖に接し、その地形に沿った縦断勾配のある「U」の字状の線形を有している。橋を通る路線バスやコミュニティバスなどの公共交通機関は設定されていない。
本橋の橋長は160.1メートルで秩父市管理の橋としては佐久良橋（278.0メートル）、大久保橋（200.0メートル、秩父さくら湖左岸）に次いで長い橋である。

## 歴史

柳大橋の開通式。奥の山は武甲山。

橋が架けられる以前は150メートル程川下側に「柳の渡し」と称する1714年（正徳4年）に開設された渡船1艘を有する私設の渡船場で対岸とを結んでいた。なお、荒川の下流の東京府北豊島郡下村（現東京都北区、芝川水門付近）に村営の渡し場である別の「柳の渡し」（農作業渡し）も存在し、1913年（大正2年）の荒川放水路の開削により廃止されている。この渡船場の名前は「柏木瀬の渡し」とも呼ばれ、現在の橋のやや下流側の辺りに存在し、近傍に柳の大木があったことからそれに因んで名付けられたと言われている。渡船料は通常は1人12文で増水時は1人24文であった。徒歩のみで馬渡しなどは行われなかった。渡船場には水神祠が鎮座していた。冬場の水量の少なくなる時期である11月25日から3月31日までは、木造の仮橋が架けられていた。
明治時代までは船頭が渡船の運営を行っていたが、大正時代以降は下久那地区の住民が交代制で渡船の運営を行うようになった。
大正時代の渡船料は徒歩は1人2銭、自転車は3銭で、地元住民は1世帯で2升の麦を地区に納めることで無賃で利用できた。
柳大橋は昭和30年頃に木造の橋として架設され、三代夫婦がいる者により橋の渡り初めが行われた。橋の名前は渡しと同様、橋の袂にある柳の木に因んでこの名が付けられた。
現在の橋は久那地区より養蚕やシイタケ・牛乳・豚などの農作物の運搬の円滑化を目的に、農林漁業用揮発油税財源身替農道整備事業により整備された農免道路橋である。架設工事は埼玉県が事業主体となり4ヶ年継続事業として総工費7000万円（国が六分の四、県および市が残りを折半して負担）を投じて1966年（昭和41年）度に着工され、1969年（昭和44年）6月23日に開通した。橋の完成後は県から市に引き渡された。また、橋に合わせて接続するように右岸側848メートル、左岸側1347メートル、幅員5メートルの道路が新設され、橋の完成前には供用されていた。
これまでは久那橋を渡り荒川村を経由するか、佐久良橋（現、櫻橋）を渡らなければならなかったが、この橋の開通で久那地区から市街地までの道のりは約半分に短縮された。開通当初は幅員は4.5メートルで、歩道は設置されていなかった。
歩道は柳大橋側道橋として1989年（平成元年）着工し、同年に完工した5径間の単純合成鋼鈑桁橋として既設の橋に一体化するように架設された。橋の右岸側袂には現在も柳の大木が一本立っている。
2021年（令和3年）度に柳大橋補修工事が行なわれ、車道側の欄干が改修された。施工は山口組が担当した。

## 周辺

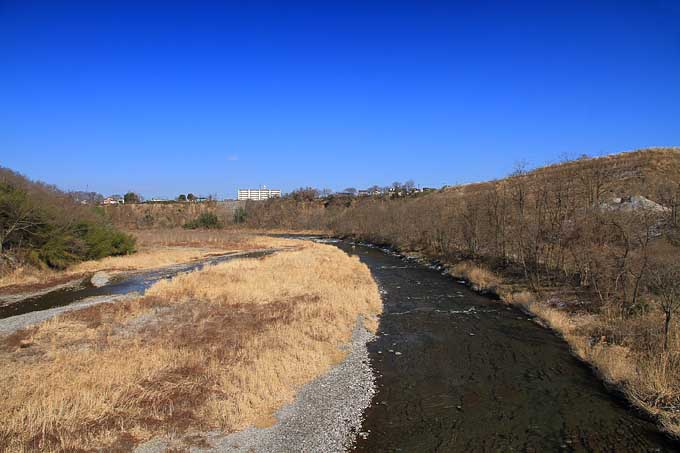
柳大橋より下流方向を望む。

付近の荒川は下流側の巴川橋にかけて大きく「S」の字状に曲流する穿入蛇行地形となっている。この地形は「巴川の蛇行」と呼ばれる。付近の河床の平均勾配は4-6パーミルである。左岸側は蛇行の内側で滑走斜面を有する高低差の少ない比較的開けた地形に対し、右岸側は高低差がある切り立った段丘崖が形成され、その段丘崖を上った段丘面上には秩父の市街地がある。付近は下流側に隣接する巴川橋と共に「清流保全実施計画」区域に指定されている。また、この付近の荒川では鮎が釣れ、ここで獲れたアユは古くから秩父鮎と呼ばれ全国的に有名である。柳大橋から上流側の久那橋にかけて親水公園を整備する計画がある。
- 影森駅
- 秩父市役所影森出張所
- 影森郵便局
- 秩父消防署影森分署
- 秩父市立影森中学校 - 卒業式の歌である「旅立ちの日に」で知られる[17]。
- 秩父市立影森小学校
- 秩父市立久那小学校
- 萬松山円融寺 - 秩父札所26番
- 龍河山大淵寺 - 秩父札所27番
- 国道140号

## 風景

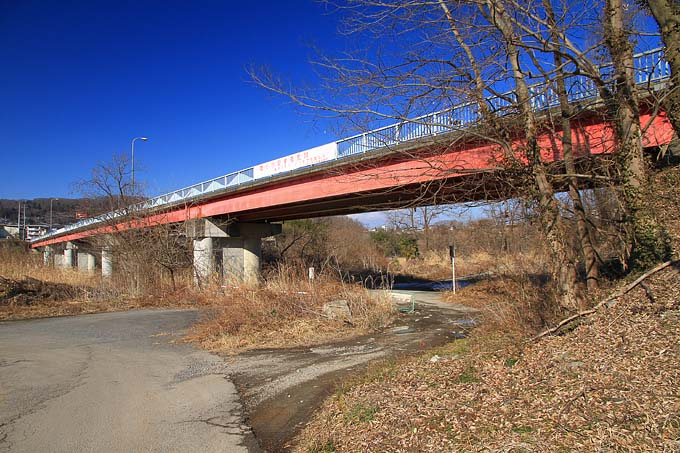
右岸上流側より望む。
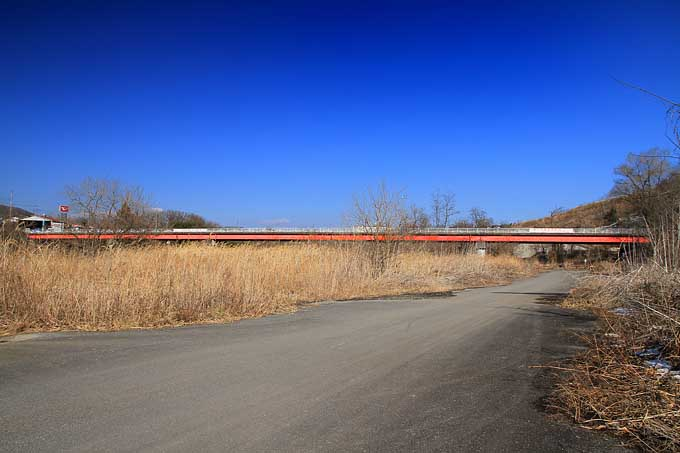
全景。右岸上流側より望む。手前の道路は河川管理用通路。
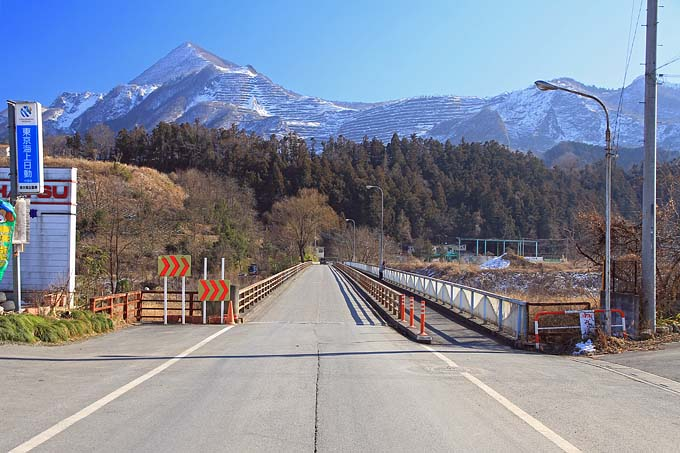
左岸側橋詰より望む。奥の山は武甲山。
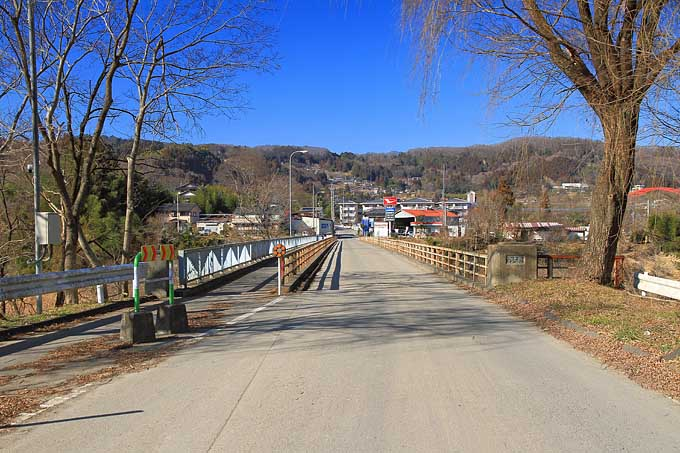
右岸側橋詰より望む。
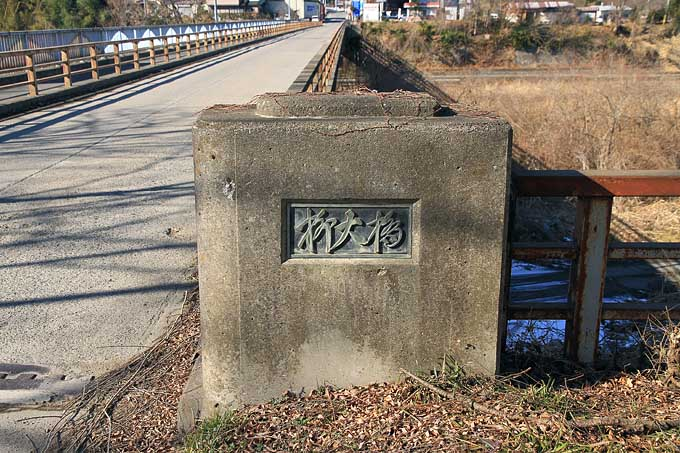
柳大橋の右岸側の親柱。

## 隣の橋
- 荒川

（上流） - 日野鷺橋 - 久那橋 - 柳大橋 - 巴川橋 - 櫻橋 - （下流）